# Leichtathletik-Europameisterschaften 2010/200 m der Männer

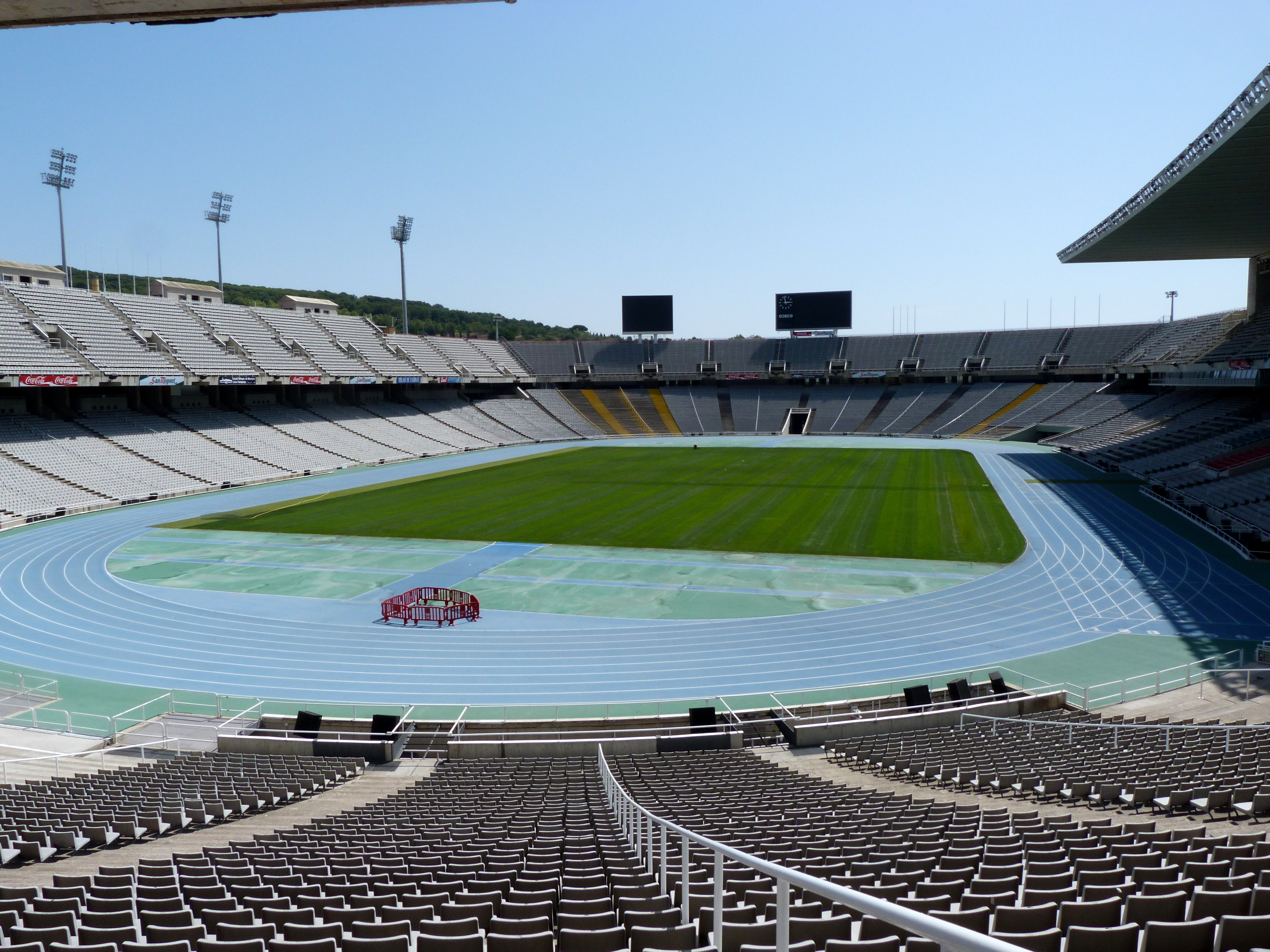
Das Olympiastadion Estadi Olímpic Lluís Companys
Barcelona im Jahr 2012

Der 200-Meter-Lauf der Männer bei den Leichtathletik-Europameisterschaften 2010 wurde am 29. und 30. Juli 2010 im Olympiastadion Estadi Olímpic Lluís Companys der spanischen Stadt Barcelona ausgetragen.
Gold und Bronze gingen an dieselben beiden französischen Sprinter wie zwei Tage zuvor über 100 Meter Europameister wurde Christophe Lemaître. Rang zwei belegte der Brite Christian Malcolm. Bronze ging an Martial Mbandjock.

## Bestehende Rekorde
| Weltrekord           | 19,19 s | Usain Bolt            | 2009, WM Berlin, Deutschland | 20. August 2009    |
| Europarekord         | 19,72 s | Pietro Mennea         | Mexiko-Stadt, Mexiko         | 12. September 1979 |
| Meisterschaftsrekord | 19,85 s | Konstantinos Kenteris | EM München, Deutschland      | 9. August 2002     |

Der bestehende EM-Rekord wurde bei diesen Europameisterschaften nicht erreicht. Die schnellste Zeit erzielte der französische Europameister Christophe Lemaître im Finale mit 20,37 s bei einem Gegenwind von 0,8 m/s, womit er 52 Hundertstelsekunden über dem Rekord blieb. Zum Europarekord fehlten ihm 65 Hundertstelsekunden, zum Weltrekord 1,18 s.

## Vorrunde
Die Vorrunde wurde in vier Läufen durchgeführt. Die ersten drei Athleten pro Lauf – hellblau unterlegt – sowie die darüber hinaus zwei zeitschnellsten Läufer – hellgrün unterlegt – qualifizierten sich für das Halbfinale.

### Vorlauf 1

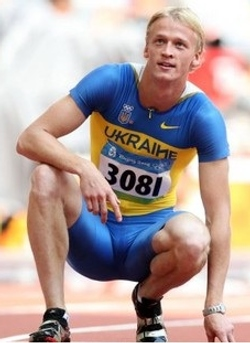
Igor Bodrov fehlten drei Hundertstelsekunden, um als einer der Zeitschnellsten im Halbfinale dabei zu sein
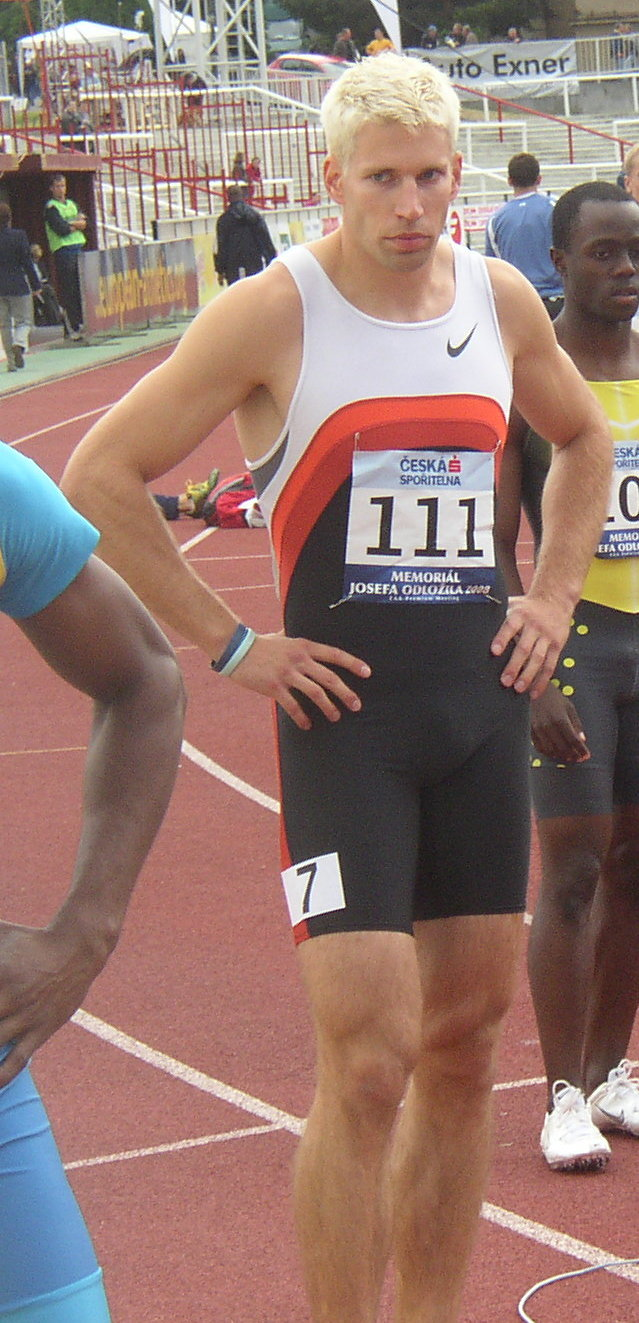
Jiří Vojtík schied als Fünfter seines Vorlaufs aus

29. Juli 2010, 11:30 Uhr
Wind: −1,6 m/s
| Platz | Name              | Nation         | Zeit (s) |
| ----- | ----------------- | -------------- | -------- |
| 1     | Christian Malcolm | Großbritannien | 20,63    |
| 2     | Kamil Kryński     | Polen          | 20,81    |
| 3     | Martial Mbandjock | Frankreich     | 20,83    |
| 4     | Igor Bodrov       | Ukraine        | 20,98    |
| 5     | Jiří Vojtík       | Tschechien     | 21,02    |
| 6     | Jan Žumer         | Slowenien      | 21,17    |
| 7     | İzzet Safer       | Türkei         | 21,41    |
| 8     | Yordan Ilinov     | Bulgarien      | 21,65    |

### Vorlauf 2

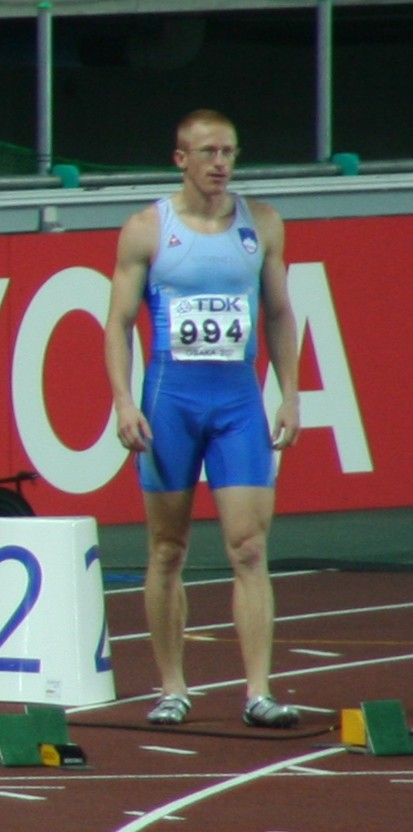
Matic Osovnikar gelang es nicht, wie über 100 Meter das Halbfinale zu erreichen
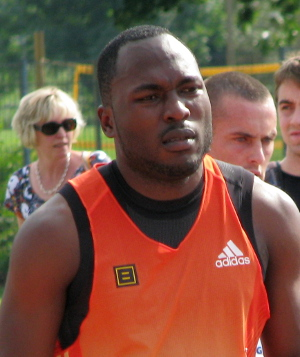
Als Achter des zweiten Vorlaufs war Alex Wilson chancenlos

29. Juli 2010, 11:38 Uhr
Wind: ±0,0 m/s
| Platz | Name                  | Nation         | Zeit (s) |
| ----- | --------------------- | -------------- | -------- |
| 1     | Christophe Lemaître   | Frankreich     | 20,64    |
| 2     | Arnaldo Abrantes      | Portugal       | 20,87    |
| 3     | Jeffrey Lawal-Balogun | Großbritannien | 20,93    |
| 4     | Daniel Schnelting     | Deutschland    | 20,98    |
| 5     | Petr Szetei           | Tschechien     | 21,06    |
| 6     | Ryan Moseley          | Österreich     | 21,07    |
| 7     | Matic Osovnikar       | Slowenien      | 21,36    |
| 8     | Alex Wilson           | Schweiz        | 21,40    |

### Vorlauf 3

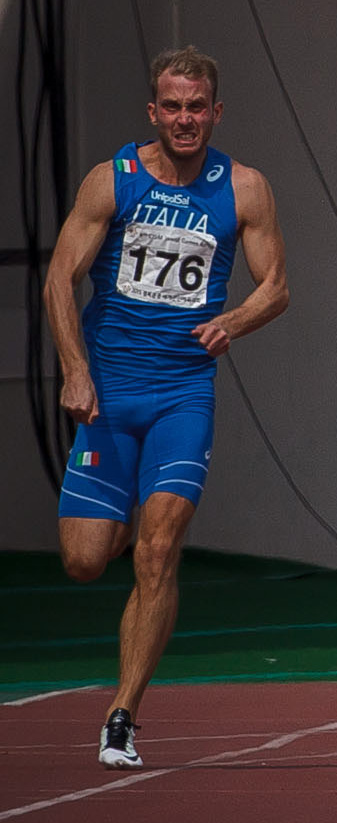
Um 0,01 s verpasste Matteo Galvan das Halbfinale

29. Juli 2010, 11:46 Uhr
Wind: −0,6 m/s
| Platz | Name                         | Nation     | Zeit (s) |
| ----- | ---------------------------- | ---------- | -------- |
| 1     | Jaysuma Saidy Ndure          | Norwegen   | 20,60    |
| 2     | David Alerte                 | Frankreich | 20,70    |
| 3     | Johan Wissman                | Schweden   | 20,79    |
| 4     | Marc Schneeberger            | Schweiz    | 20,80    |
| 5     | Wjatscheslaw Kolesnitschenko | Russland   | 20,95    |
| 6     | Matteo Galvan                | Italien    | 20,96    |
| 7     | Steven Colvert               | Irland     | 21,14    |
| 8     | Piotr Wiaderek               | Polen      | 21,20    |

### Vorlauf 4
29. Juli 2010, 11:54 Uhr
Wind: +0,2 m/s
| Platz | Name                        | Nation         | Zeit (s) |
| ----- | --------------------------- | -------------- | -------- |
| 1     | Marlon Devonish             | Großbritannien | 20,68    |
| 2     | Paul Hession                | Irland         | 20,69    |
| 3     | Sebastian Ernst             | Deutschland    | 20,72    |
| 4     | Lykourgos-Stefanos Tsakonas | Griechenland   | 20,74    |
| 5     | Jonathan Åstrand            | Finnland       | 20,78    |
| 6     | Dmitriy Barskiy             | Israel         | 21,09    |
| 7     | Gregor Kokalovič            | Slowenien      | 21,24    |

## Halbfinale
29. Juli 2010, 17:35 Uhr
Aus den beiden Halbfinalläufen qualifizierten sich die jeweils ersten drei Athleten – hellblau unterlegt – sowie die darüber hinaus zwei zeitschnellsten Läufer – hellgrün unterlegt – für das Finale.

### Lauf 1

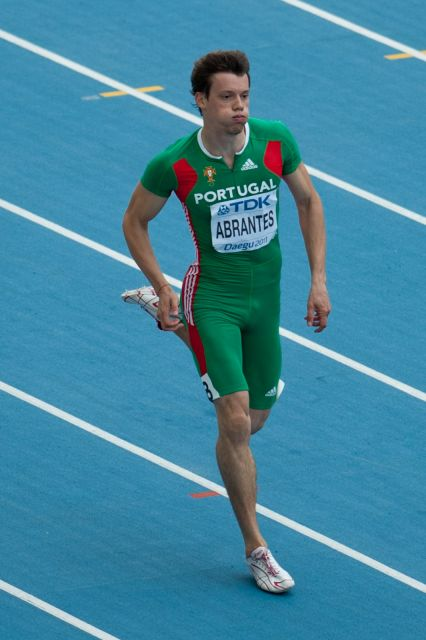
Sein siebter Platz im ersten Semifinale reichte Arnaldo Abrantes nicht zum Finaleinzug
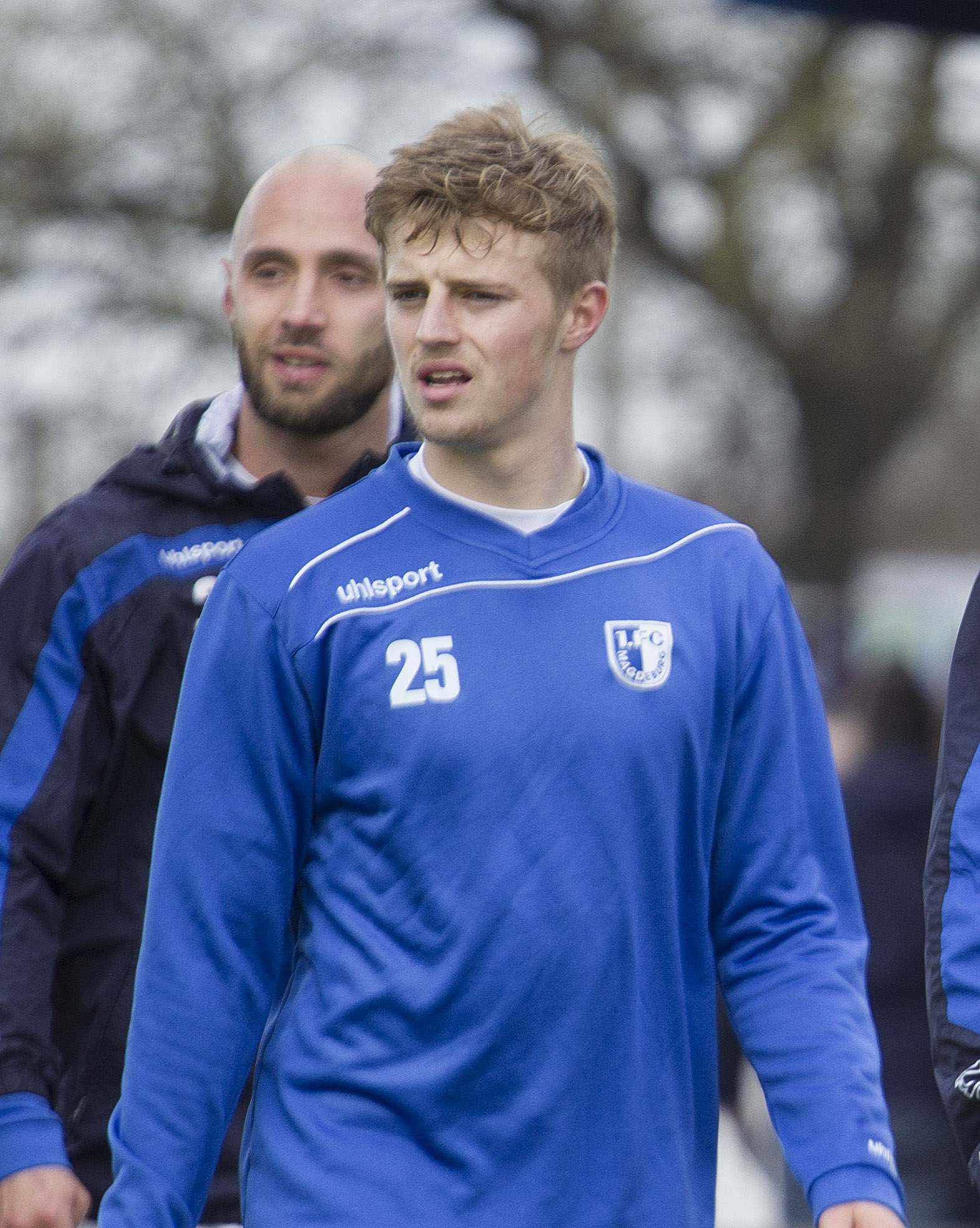
Sebastian Ernst schied als Achter seines Rennens im Halbfinale aus

29. Juli 2010, 19:55 Uhr
Wind: +1,2 m/s
| Platz | Name                         | Nation         | Zeit (s) |
| ----- | ---------------------------- | -------------- | -------- |
| 1     | Jaysuma Saidy Ndure          | Norwegen       | 20,50    |
| 2     | Marlon Devonish              | Großbritannien | 20,55    |
| 3     | Martial Mbandjock            | Frankreich     | 20,62    |
| 4     | Paul Hession                 | Irland         | 20,67    |
| 5     | Lykourgos-Stefanos Tsakonas  | Griechenland   | 20,75    |
| 6     | Wjatscheslaw Kolesnitschenko | Russland       | 20,88    |
| 7     | Arnaldo Abrantes             | Portugal       | 20,88    |
| 8     | Sebastian Ernst              | Deutschland    | 20,95    |

### Lauf 2

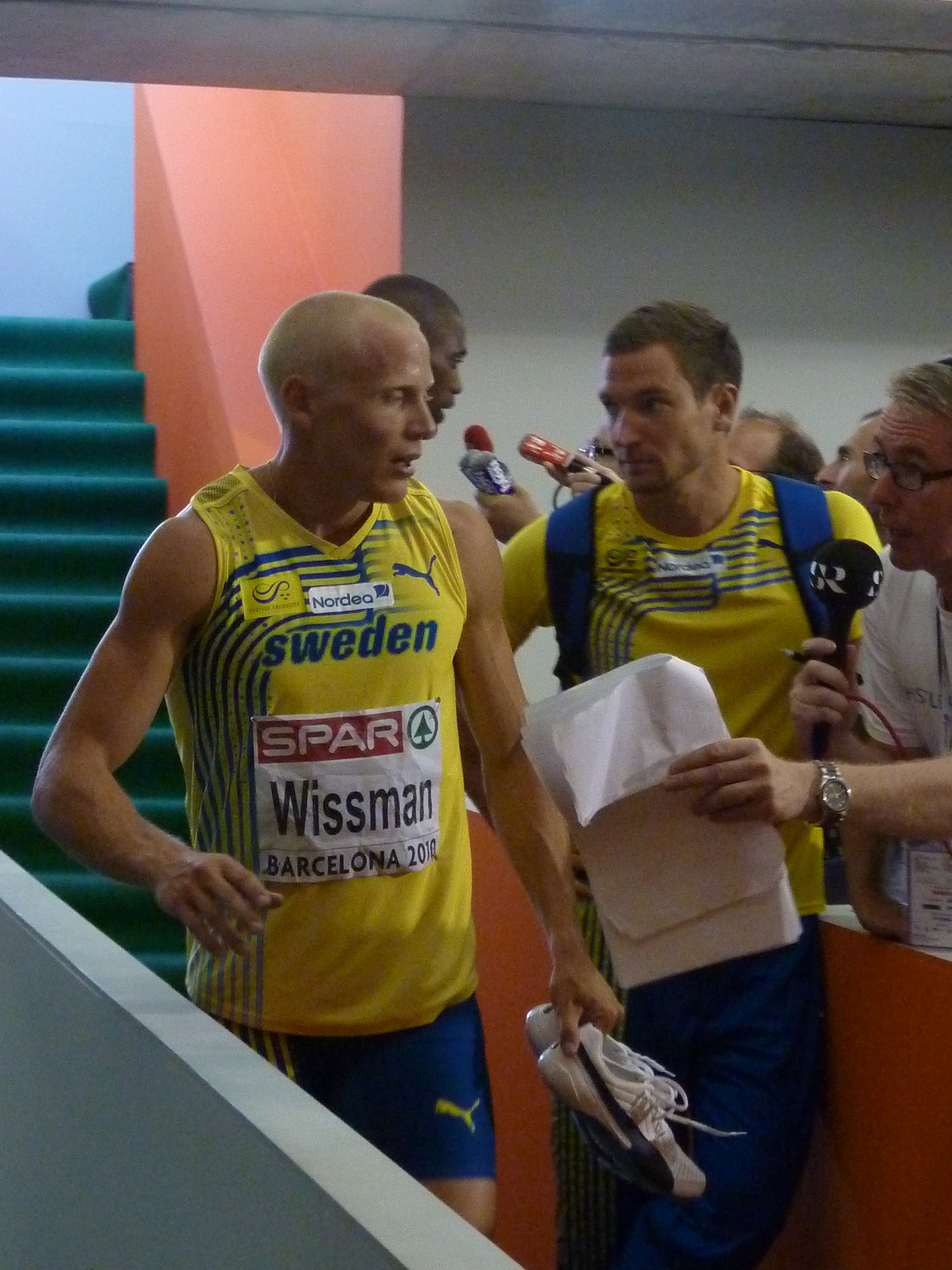
Um einen Rang oder zwei Hundertstelsekunden verpasste Johan Wissman das Finale

29. Juli 2010, 20:02 Uhr
Wind: +0,8 m/s
| Platz | Name                  | Nation         | Zeit (s) |
| ----- | --------------------- | -------------- | -------- |
| 1     | Christophe Lemaître   | Frankreich     | 20,39    |
| 2     | Christian Malcolm     | Großbritannien | 20,58    |
| 3     | David Alerte          | Frankreich     | 20,59    |
| 4     | Johan Wissman         | Schweden       | 20,77    |
| 5     | Kamil Kryński         | Polen          | 20,81    |
| 6     | Jonathan Åstrand      | Finnland       | 20,81    |
| 7     | Marc Schneeberger     | Schweiz        | 20,82    |
| 8     | Jeffrey Lawal-Balogun | Großbritannien | 20,85    |

## Finale
30. Juli 2010, 19:25 Uhr
Wind: −0,8 m/s
| Platz | Name                        | Nation         | Zeit        |
| ----- | --------------------------- | -------------- | ----------- |
| 1     | Christophe Lemaître         | Frankreich     | 20,37 s     |
| 2     | Christian Malcolm           | Großbritannien | 20,38 s     |
| 3     | Martial Mbandjock           | Frankreich     | 20,42 s     |
| 4     | Marlon Devonish             | Großbritannien | 20,62 s     |
| 5     | Jaysuma Saidy Ndure         | Norwegen       | 20,63 s     |
| 6     | Paul Hession                | Irland         | 20,71 s     |
| 7     | Lykourgos-Stefanos Tsakonas | Griechenland   | 20,90 s     |
| 8     | David Alerte                | Frankreich     | 1:27,24 min |

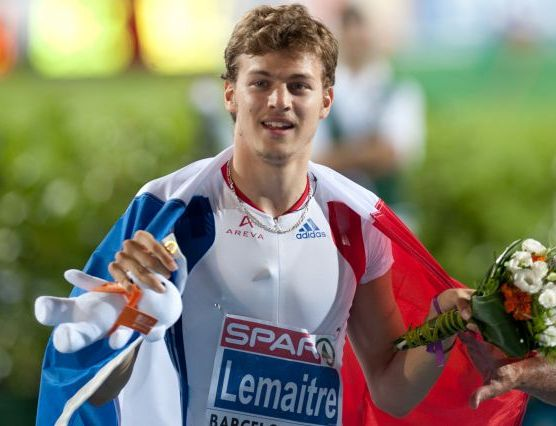
Christophe Lemaître – Doppeleuropameister auf den beiden kurzen Sprintstrecken

Nachdem er bereits den 100-Meter-Lauf gewonnen hatte, konnte Christophe Lemaitre auch das Rennen über die längere Sprintstrecke für sich entscheiden. Auf den letzten Metern zog er noch an Christian Malcolm vorbei.

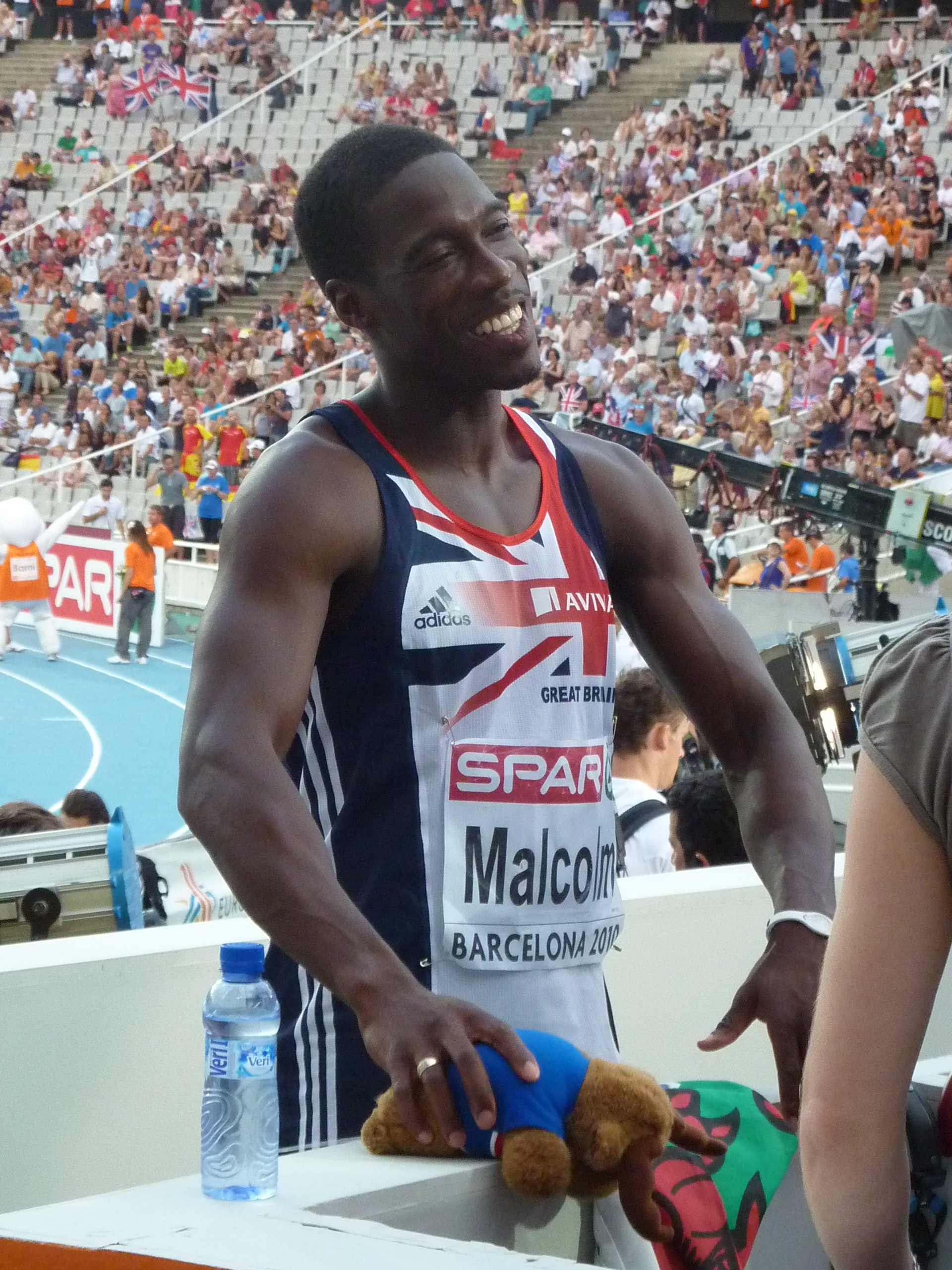
Vizeeuropameister Christian Malcolm
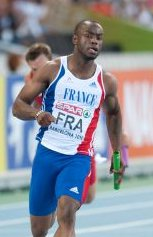
Martial Mbandjock – Bronzemedaillengewinner über 100 und 200 Meter
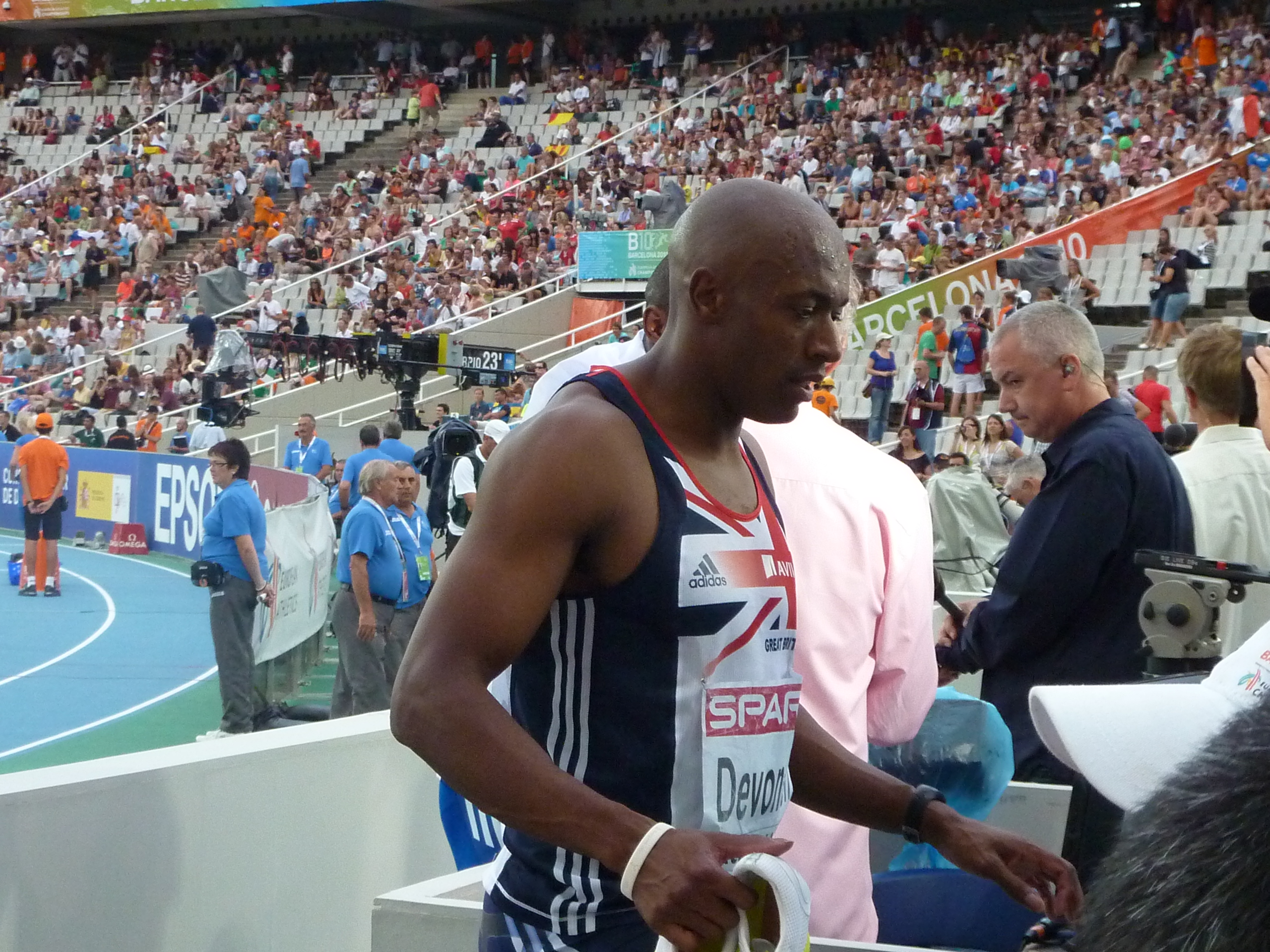
Marlon Devonish belegte Rang vier

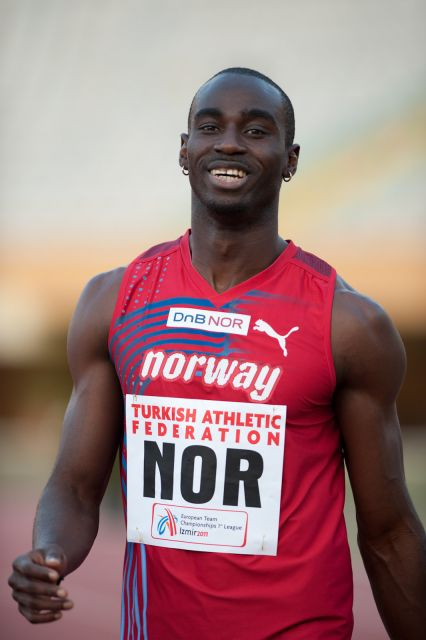
Jaysuma Saidy Ndure – Sechster über 100 und Fünfter über 200 Meter
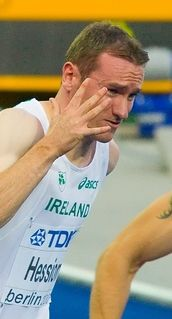
Paul Hession erreichte Platz sechs
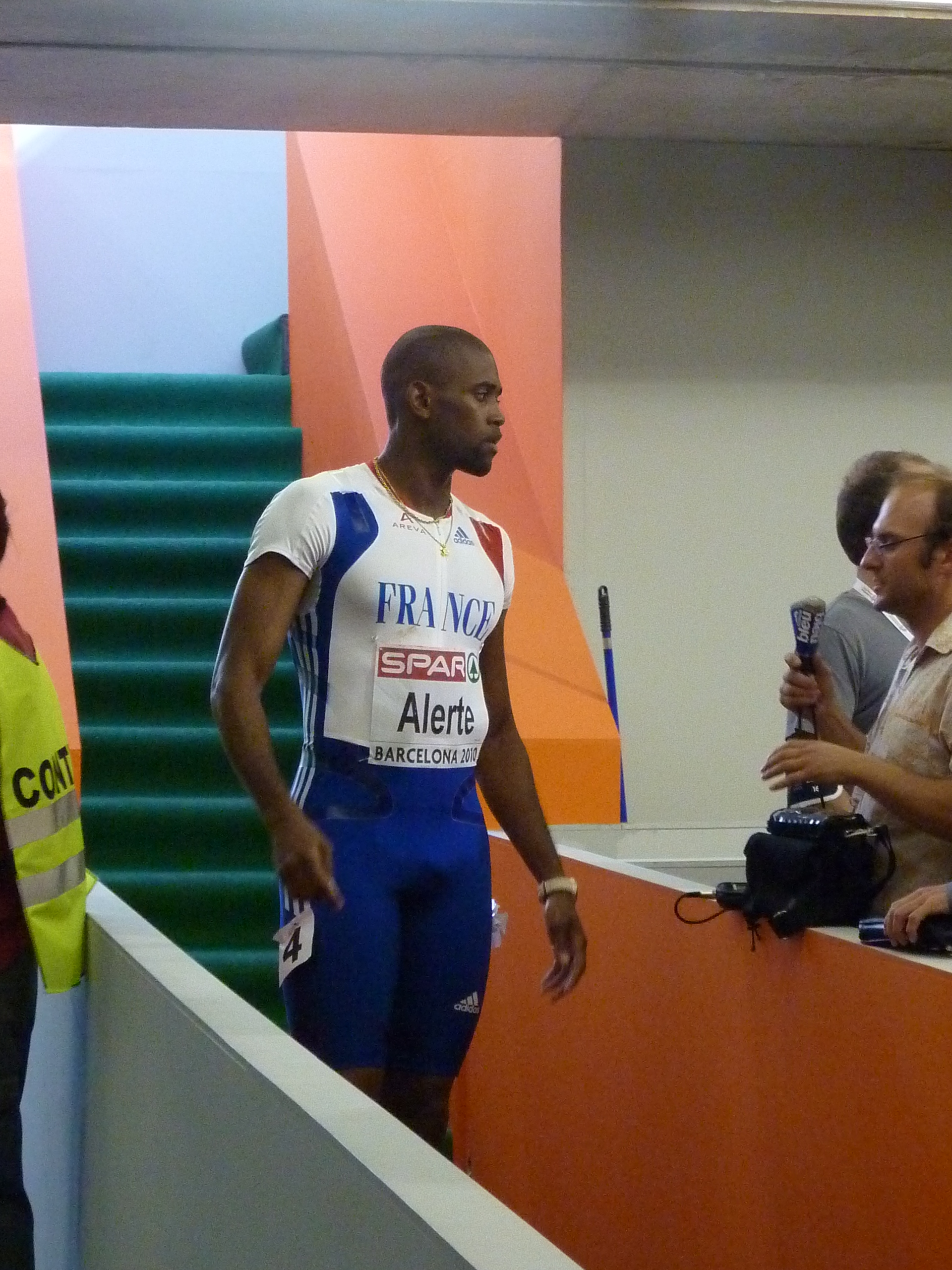
Der achtplatzierte David Alerte

## Videolink
- European Championship Barcelona 2010. 200m men final, youtube.com (englisch), abgerufen am 9. Dezember 2019